# サイロ

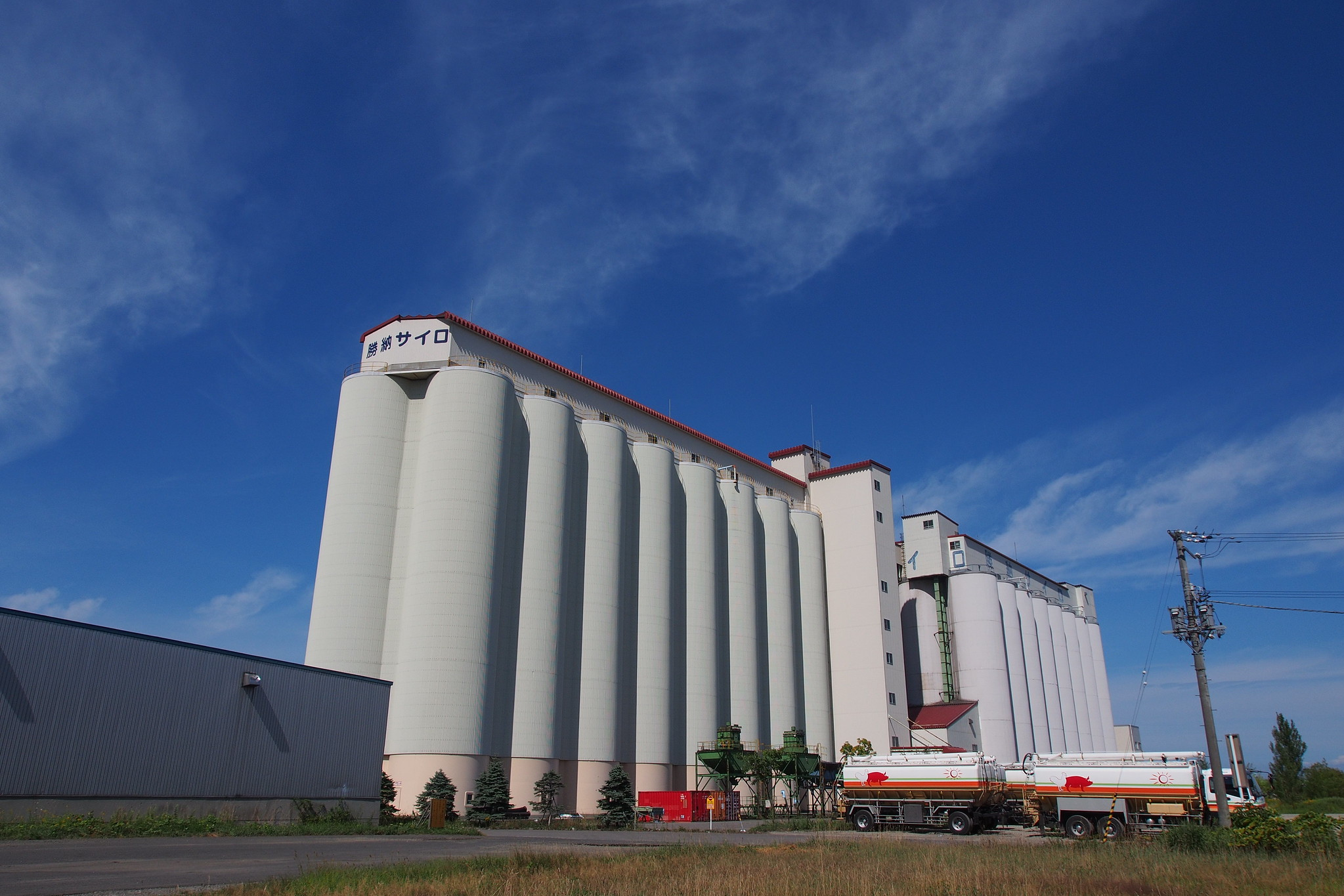
飼料穀物サイロ（小樽港）

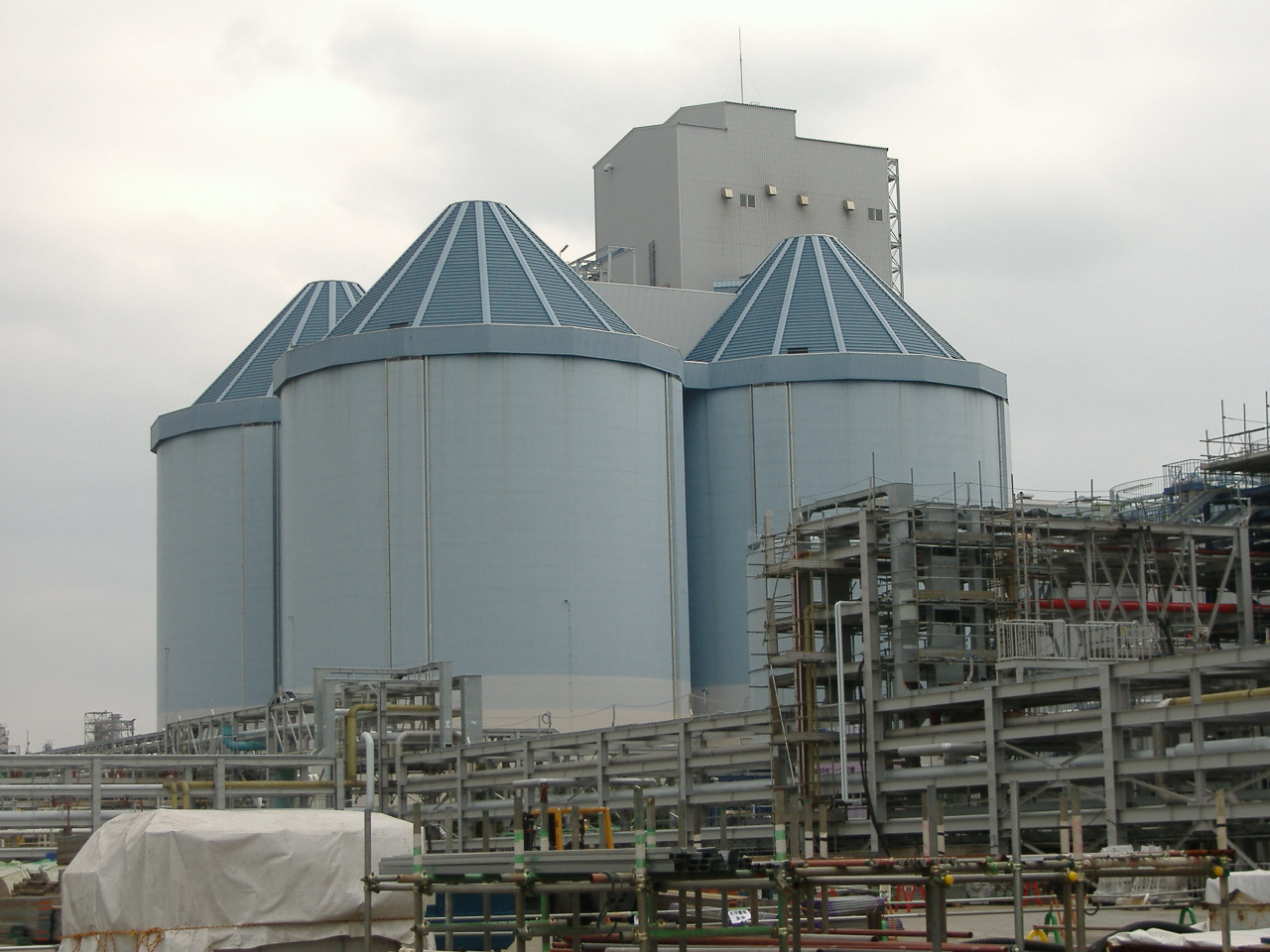
石炭サイロ（磯子火力発電所）

サイロ（埋蔵穽、英: silo）は、工業原料や農産物、飼料など各種物資の能率的な集配と貯蔵のためバラ積み方式の容器（サイロ槽）を用いた倉庫。
農業用では米・小麦・とうもろこし・大豆等の農産物、家畜の飼料を蔵置・収蔵する。
工場等では、粉体・粒体製品を出荷・包装（フレコンや紙袋等に充填）するまで一時的に貯蔵するタンクをサイロと称することがある。
本記事では農業用サイロについて詳述する。

## 構造
大きく施設型と可搬型の2形態に分類される。施設型サイロは、さらに塔型サイロ（タワーサイロ等）、水平型サイロ（バンカーサイロ等）、（半）地下型サイロ（地下角型サイロ等）に分類される。石、煉瓦、コンクリート、金属等で作られ、牧草やとうもろこし等の飼料作物などが貯蔵される。可般型のサイロには、ロールベール等に代表されるラップサイロ、食品製造粕等の流通に主に用いられるトランスバッグ等のバッグサイロ、専用機械による高密度の詰め込みが可能なチューブサイロや、地上に材料を堆積させシートで被覆するスタックサイロ等がある。飼料作物に付着する乳酸菌の作用により飼料を嫌気的条件下で発酵させることで、pHを下げカビ等による腐敗を防ぎ、長期間の保存を可能にする。サイロにて保存された飼料作物のことを一般的にサイレージと称する。

## 利用
主に北ヨーロッパ、アメリカ五大湖沿岸、北海道など酪農地帯や、穀倉地帯において多く見られる。
日本最古のサイロは、小岩井農場にある一号サイロ（1907年、国の登録有形文化財）で、木製としては、北海道安平町早来にあるサイロ（1930年、町の指定文化財）である。今日の日本においては、塔型サイロは建造費用がかさむこと、サイレージを造る際に大きな労力を要すること、高水分の牧草を大量に詰め込んだ際の強度不足からなる倒壊事故が頻発したこと等から、使用頻度が減少している。それに代わり、牧草の保存用としてはラップフィルムを用いたロールベールラップサイロが広く普及している。
収穫地・輸出入地・工場等の、食用や食品加工用等の米・玉蜀黍・小麦・大豆等を貯蔵するサイロは、1本あたり500トンから1500トンのものが多く見受けられ、数本から十数本が連続した形態で建設されることが多い。日本では、原料用の穀物は大半が外国からの貨物であり、搬出入の設備（ベルトコンベア等）の他、輸入に当たっては植物検疫上 燻蒸を行う必要もあることから、そのための配管を備えているサイロも多い。

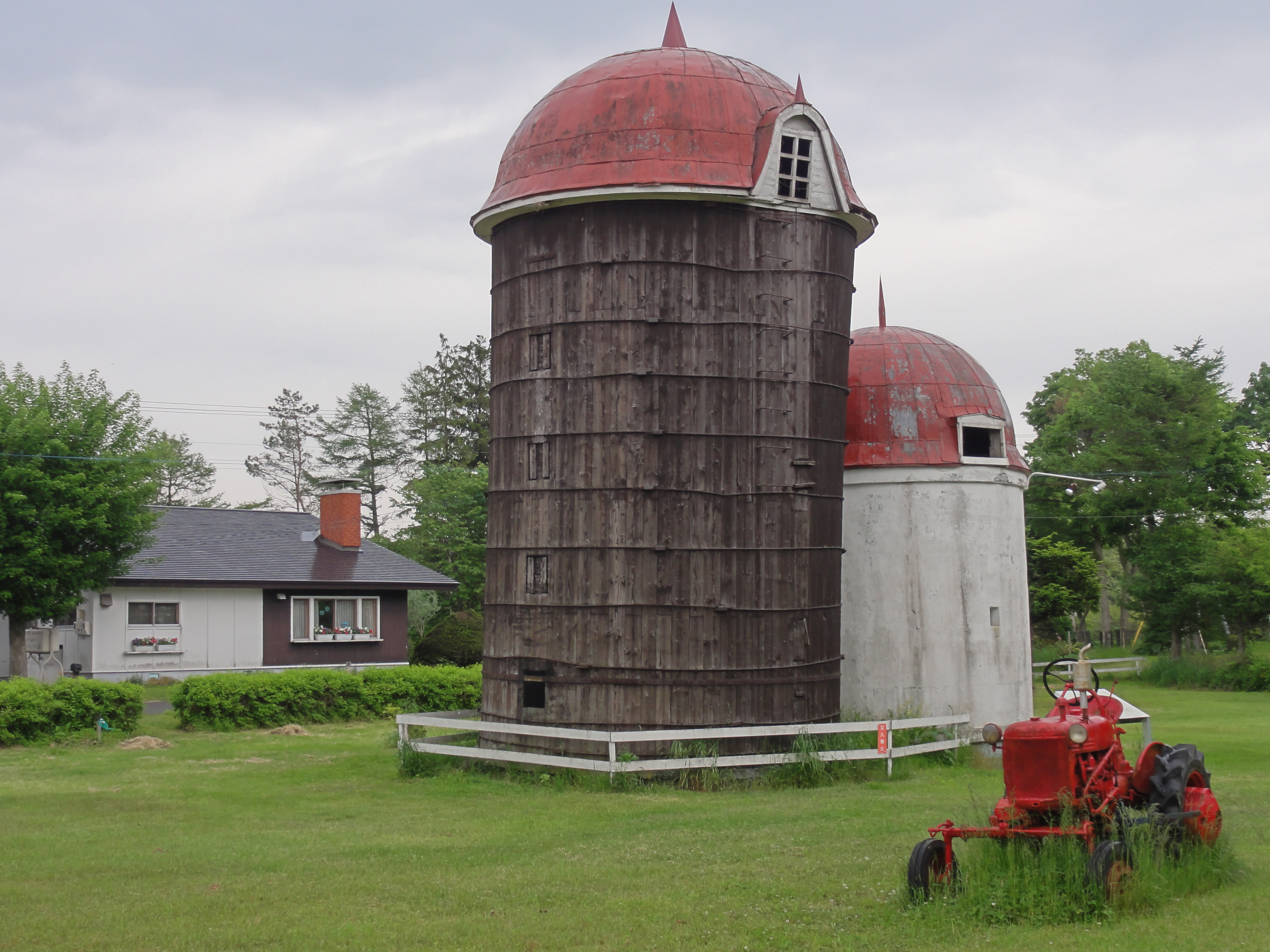
木製として日本最古のサイロ（安平町、2015年に解体）
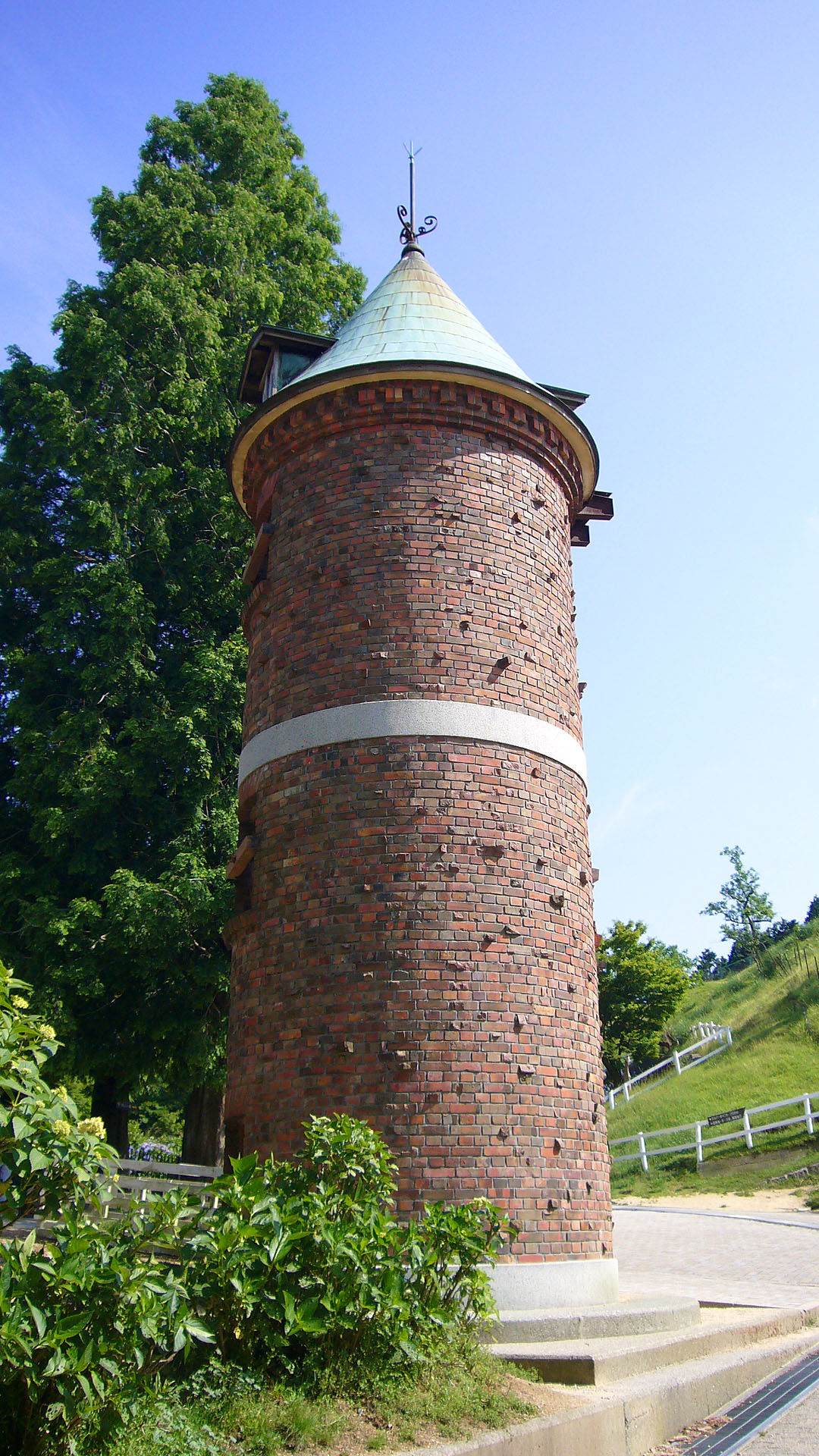
日本のサイロ
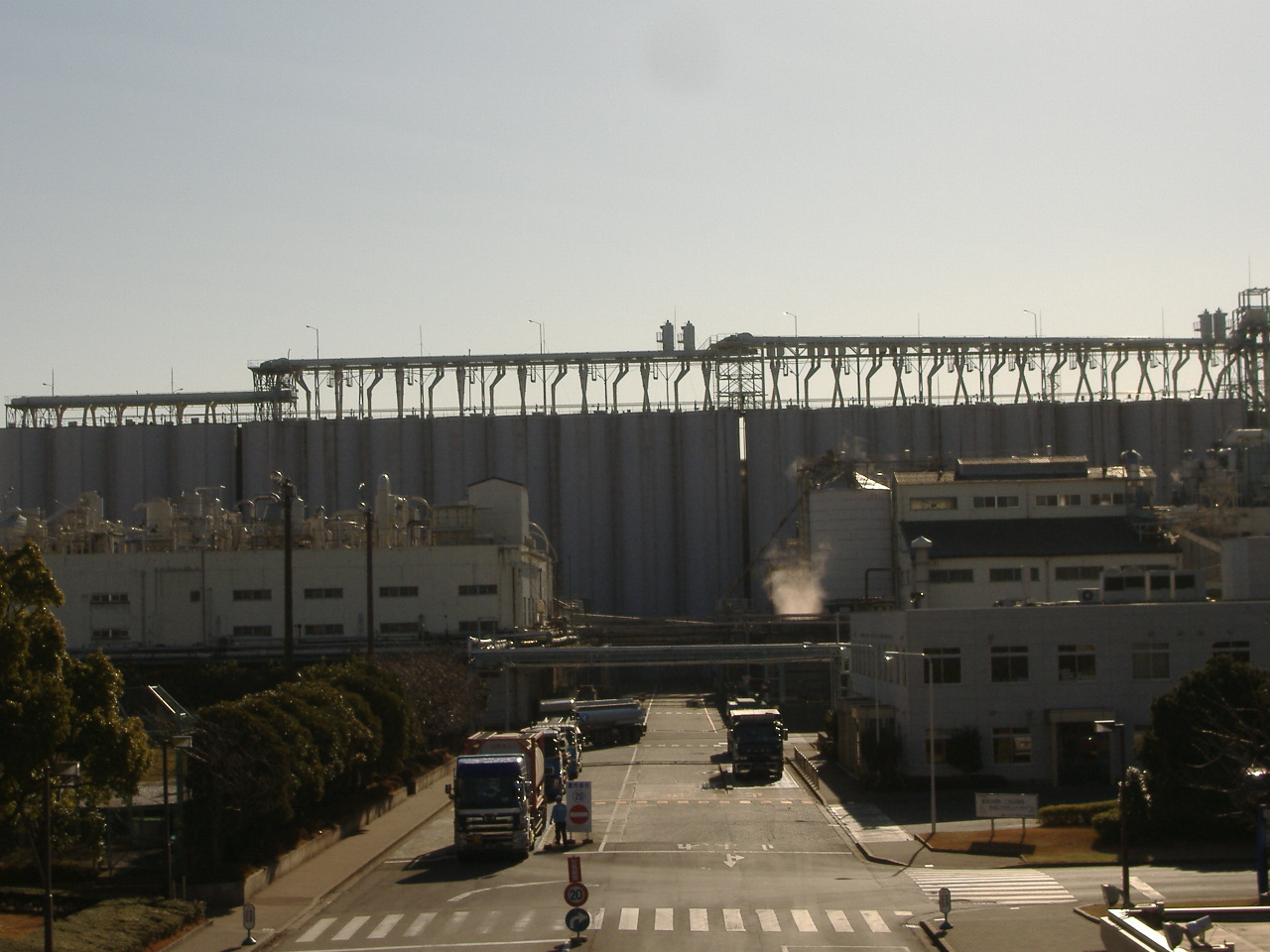
植物油工場の大豆サイロ

## 事故
サイロの構造的事故には、基礎構造の破壊、内圧による破壊、粉塵爆発などの事故がある。
また、発酵や微生物の酸素消費により、サイロ内が酸欠状態になり、サイレージの貯蔵や搬出作業中に窒息する事故がしばしば発生している。

## 比喩表現
貯蔵庫としてのサイロは、穀物の腐敗を防ぐため気密性に優れる。ここから転じて、組織間の情報共有や風通しが悪くなり、組織運営が非効率な様を「サイロ型」と表現する。またそうなることをサイロ化とも言う。